# Золоте правило Фермі
Золоте правило Фермі — це математична формула, за якою обраховується ймовірність переходу за одиницю часу
квантовомеханічної системи із початкового стану {\displaystyle \langle i|} у кінцевий стан
{\displaystyle \langle f|} під дією періодичного збурення
{\displaystyle {\hat {V}}e^{i\omega t}} + к.с. із частотою {\displaystyle \omega }.
{\displaystyle T_{i\rightarrow f}={\frac {2\pi }{\hbar }}\left|\langle i|{\hat {V}}|f\rangle \right|^{2}\delta (E_{f}-E_{i}\pm \hbar \omega )},
де {\displaystyle E_{f}} — енергія кінцевого стану, {\displaystyle E_{i}} — енергія початкового стану, δ — дельта-функція Дірака, {\displaystyle \hbar } — зведена стала Планка.
Золоте правило Фермі стверджує, що при квантовомеханічних переходах виконується закон збереження енергії, тож енергія кінцевого стану повинна дорівнювати сумі енергій початкового стану й поглинутого кванта або ж різниці енергій початкового стану й енергії випроміненого кванта.
Матричний елемент {\displaystyle \langle i|{\hat {V}}|f\rangle } визначає додаткові правила відбору для кожної конкретної системи.
Важливим наслідком із золотого правила Фермі є те, що ймовірності поглинання й випромінювання кванта однакові. Якщо система може перейти із стану {\displaystyle \langle i|} у стан {\displaystyle \langle f|}, то під дією того ж збурення вона може перейти зі стану {\displaystyle \langle f|} у стан {\displaystyle \langle i|}. Проте детальніший розгляд із врахуванням квантування поля збурення приводить до висновку, що поряд із вимушеним випромінюванням можливе також і
спонтанне випромінювання, не враховане в наведеній вище формулі.